# Жадовский, Валерий Всеволодович
Валерий Всеволодович Жадовский (1836—1916) — русский дипломат. Тайный советник (с 1900).

## Биография
Родился 26 июня (8 июля) 1836 года — сын Гродненского губернского прокурора Всеволода Никандровича Жадовского и его жены Екатерины Николаевны. Двоюродный брат Юлии Жадовской. Родился в Петербурге, крещён 14 октября 1836 года в церкви Двенадцати апостолов при Почтовом департаменте при восприемстве Ф. И. Прянишникова и генерал-майорши М. М. Жадовской.
После окончания Александровского лицея, поступил на службу в Азиатский департамент министерства иностранных дел, где пробыл около двух лет. С 5 ноября 1859 года — младший помощник секретаря русской миссии в Константинополе. С 8 марта 1863 по 15 декабря 1869 гг. занимал должность младшего секретаря той же миссии. 
В 1869 году был переведён на должность старшего секретаря русской миссии в Лиссабоне. С 31 марта 1875 года стал исправлять должность управляющего генеральным консульством на острове Корфу. В 1887 году был произведён в действительные статские советники. 
С 15 ноября 1889 года — советник посольства в Константинополе. Затем был посланником в Сербии (1897—1899), Португалии (1899—1902), Швейцарии (1902—1906). В Швейцарии в 1904 году Ильинским на него было совершено покушение. В 1906 году вышел в отставку. 
Был награждён российскими орденами: Орден Святой Анны 1-й ст. Орден Святого Станислава (Российская империя) 1-й ст. Орден Святого Владимира 3-й ст. Орден Святого Владимира 2-й ст. с короной; имел также иностранные награды: орден Христа Командорский Крест Орден Меджидие 3-й ст. Орден Князя Даниила I 2-й ст. Орден Благородной Бухары 1-й ст.
Скончался в Риме 14 (27) апреля 1916 года; похоронен на Некатолическом кладбище в Тестаччо.

## Семья
Был женат на Марии Алкивиадовне Аргиропуло. У них дочери: 
- Екатерина Валерьевна (1880—13.03.1907[3]), фрейлина двора (с 2 апреля 1906 года), умерла от тифа во Флоренции, похоронена там же на протестантском кладбище Аллори[итал.]
- Софья (03.09.1881[4]—?)
- Мария (24.12.1890[5]—?)